# 曹海
曹海（1991年12月24日—），绰号蛇哥colin，斗鱼游戏主播，现主要直播《绝地求生》。曾为《英雄联盟》职业选手及Snake战队队长，职业选手时期担任辅助位置，在所属战队由LSPL升至LPL联赛后宣布退役。

## 职业经历
2014年3月，作为原始成员及队长加入Snake.Q战队，并于同年6月带领战队在TGA城市英雄争霸赛春季大奖赛拿下冠军。
2015年，Snake.Q战队正式更名为Snake战队，在带领战队以LSPL亚军身份成功升入LPL后，colin宣布退役。之后他开始以游戏解说身份活动，并在一段时间内担任LPL等赛事的官方解说。同时他还在虎牙直播兼任《英雄联盟》游戏主播。
2017年起逐渐将直播游戏的重心由《英雄联盟》转为《绝地求生》，同年9月colin正式宣布退出虎牙并加入斗鱼TV。